# Буца Едвард Антонович
Едвард Антонович Буца (24 березня 1926 – 2013 (після 18 квітня)) – підпільник та вояк Армії Крайової, в'язень ГУЛАГу, голова страйкового комітету в 10 відділенні Річного табору (рос. - Речлаг) при шахті № 29 під час Воркутинського повстання.

## Біографія
Поляк за національністю . Народився та до 15-річного віку проживав у селі Надиби Старосамбірського району Львівської області. Закінчив шість класів основної школи. .

### Війна
В 1940 році, у віці 15 років, Едвард Буца вступив до лав Армії Крайової, воював в районі Львова. Займався розповсюдженням підпільних газет, співпрацюючи з нелегальною організацією в Самборі. Згодом його заарештували німці, але в Судетах він втік. Приблизно через рік повернувся до Самбора і приєднався до польських партизанів. Вдруге був заарештований за допомогою радянської поліції та переведений в гестапо. Відтак Едварда Буцу мали доставити до Берліна. Але він уникнув депортації і втік з підробленими документами. Як згадував сам деякий час працював у так званій ліквідаційній трійці (групі ліквідацій), але більшу частину часу був зв'язковим ланки  Армії Крайової. Участь Едварда Буци у групі ліквідацій засвідчила  підпільниця  Армії Крайової Мирослава Яворська. Вона стверджувала, що Едвард Буца був командиром групи ліквідацій.
У матеріалах радянських спецслужб зазначено, що Едвард Буца вступив до Самбірської організації  Армії Крайової під псевдо «Лев» тільки в січні 1944 року. Згодом ті ж радянські спецслужби звинуватили його в тому, що за наказом «Лісового відділу»  Армії Крайової в січні 1945 року скоїв терористичний акт проти Жигадловського, представника Тимчасового Національного Польського Уряду при Самбірському комітеті із переселення поляків до Польщі. У квітні 1945 року брав участь в нападі на квартиру тов. Шпрунке, який при цьому загинув.

### Арешт і заслання
4 травня 1945 року заарештований ОТВ НКДБ станції Самбір Львівської залізниці. Під час арешту йому прострелили ноги та били прикладом карабіна по голові.
За словами Мирослави Яворської, жорстокі допити після арешту Едварда Буци призвели до нових арештів. У серпні 1945 Військовим трибуналом Львівської залізниці за ст. 54-1 «а», 54-8, 54-11 і 174 ч. 3 КК УРСР засуджений до розстрілу. 9 жовтня 1945 року Президія Верховної Ради СРСР замінила вищу міру покарання на 20 років каторжних робіт.
Етапований до Воркути, потім переміщений до Річного табору (рос. - Речлаг), особливого табору для політв'язнів.

#### Воркутинське повстання
26 липня 1953 року у 10 відділенні Річного табору, де утримували Едварда Буцу, розпочався страйк. У цей день Едвард Буца в бараці гірничих майстрів шахти говорив: «Ми Вас не чіпаємо, але не думайте виводити людей на роботу!»
Едвард Буца був обраний головою страйкового комітету.
27 липня після того, як адміністрація спробувала вивезти зі складу на території табору продукти Едвард Буца заклика́в ув'язнених: «Не дамо жодного грама продуктів ні військовій частині, ні наглядачам!» Після цього він зажадав від чергового табірного відділення Несанова викликати в. о. начальника 10 відділення капітана Голякова і, виступивши перед натовпом близько 1000 або 1500 ув'язнених, висунув 5 вимог:
1. Звільнити і повернути в табірне відділення виведених на етап 52 ув'язнених або їх трупи.
2. Повернути ув'язнених, залишених адміністрацією шахти під землею.
3. Не вивозити з табору продукти і годувати ув'язнених за встановленою нормою.
4. Не допускати приходу оперативного складу табір.
5. Викликати на переговори представника ЦК КПРС.

Едвард Буца наголошував ув'язненим, що не треба ворогувати між собою, він говорив: «Якщо ми здіймемо між собою галас, то нас розстріляють і розпочата справа буде приречена!» У день приїзду московської комісії попереджував, що для зустрічі з комісією, повинні з'явитися призначені старшими у бараках.
За участь у страйку Едвард Буца засуджений табірним судом Річного табору. До не відбутого покарання додано 10 років ув'язнення.
У жовтні 1957 перебував у Потьмі (Дубравлаг).

### В Польщі
У 1958 році був переданий польській владі.
30 червня 1958 року воєводський суд в Лодзі підтвердив вердикт радянського військового трибуналу і засудив Едварда Буцу до 13-ти років позбавлення волі та 5-ти років позбавлення громадянських прав. Як виконання покарання йому зарахували час перебування в радянських таборах.
У 1959 році знайшов роботу на вугільній шахті в Катовицях у Верхній Сілезії. Продовжував залишатися під наглядом польських спецслужб. Відмовлено в отриманні закордонного паспорта.

### Втеча та життя закордоном
На початку 1970-х зважився на втечу. Кілька жовтневих днів переховувався на стоянці іноземних вантажівок. Прорізавши тент, проник до кузова транзитної вантажівки, що не підлягала митному контролю. І таким чином втік до Швеції.
У 1976 опублікував спогади «Vorkuta», які були видані в перекладі англійською мовою в Англії. Після цього, за словами Буца, ним зацікавилися польські спецслужби і він терміново переїхав до Канади. В Канаді проживав у Летбриджі, провінція Альберта.
У 1999 році розпочав судовий процес про отримання компенсації за роки проведені в ГУЛАГу. 
У 2013 році повернувся з Канади до Польщі і оселився в Щецині. 
Помер у 2013 році.

### Суд щодо компенсації за заслання в ГУЛАГу
28 березня 2013 окружний суд в Щецині задовольнив позов Буца щодо виплати йому компенсації за 13 років в ГУЛАГу в розмірі 565 тисяч злотих, але відхилив позов щодо виплати 177 тисяч злотих за компенсацію упущеної вигоди, поданий з тієї причини, що Едвард Буца, перебуваючи в ув'язненні, не мав можливості працювати на оплачуваній роботі. Дане рішення суду набуло широкого розголосу в пресі і вважається прецедентним. На суді Едвард Буца сказав: «Я хворий, не можу ходити, у мене проблеми із стегнами, мені весь час треба приймати ліки. Але для мене найголовніше, що я постійно перебуваю в Польщі, тому що це моя Батьківщина».

### Реабілітація
18 лютого 2014 Окружний суд у Лодзі скасував рішення Лодзинського воєводського суду від 30 червня 1958 року. Таким чином Едварда Буцу було посмертно реабілітовано.

## Сім’я
- Дружина (з 1968 року) — Зоя (?—18 жовтня 2008).
- Дочка — Ліла, проживає у Швеції.
- Син — Леон, проживає у Швеції.

## Книги
- Buca Edward. Vorkuta. - London: Constable, 1976. - 352 с.

У 1980 році була видана у перекладі японською мовою.
- Edward Buca. W piekle czerwonego imperium. -  1993.

Buca Edward. VorkutaBuca Edward. Vorkuta
Едвард Буца "В пеклі червоної імперії" (обкладинка)Едвард Буца "В пеклі червоної імперії" (обкладинка)